# La torre (novela)
La torre es una novela de 1973 de Richard Martin Stern. Es uno de los dos libros que se utilizó para crear la película The Towering Inferno, el otro es The Glass Inferno de Thomas N. Scortia y Frank M. Robinson.

## Sinopsis
La historia se refiere a los acontecimientos en el ático de un restaurante durante la gran celebración de apertura de un nuevo edificio alto en la ciudad de Nueva York después de que un terrorista suicida detona un explosivo de fabricación casera en el sótano sala de control del edificio. La explosión provoca un incendio en la construcción, y deja atrapada a la gente en el edificio. No se puede escapar a través de escaleras, se hacen intentos para que puedan escapar  con ayuda de un cable al cercano World Trade Center. El uso de este sistema sólo tiene un éxito parcial, y al final, la mayoría de las personas mueren atrapadas en la torre a causa de los efectos de los incendios.